# グレン・ウェイス
グレン・P・ウェイス（Glenn P. Weiss、1961年9月6日 - ）はアメリカ合衆国のテレビ番組、ライブイベントのプロデューサー、ディレクターである。トニー賞授賞式、ケネディ・センター名誉賞祝賀公演、アカデミー賞授賞式などの演出を手掛け、11回のエミー賞と6回の全米監督協会賞受賞歴を持つ。

## キャリア
ウェイスは11回のエミー賞、6回の全米監督協会賞受賞歴を持つほか、全米製作者組合賞にノミネートされた経験を持つ。
これまでに数多くのテレビ番組、ライブイベントを手掛け、トニー賞授賞式に16回、アカデミー賞授賞式、プライムタイム・エミー賞授賞式にそれぞれ3回参加した。そのほかには、ケネディ・センター名誉賞祝賀公演、ケーブルACE賞、ビルボード・ミュージック・アワード、BETアワード、『ピーター・パン・ライヴ!』、キッズ・チョイス・アワード、Dick Clark's New Year's Rockin' Eve、プライムタイム・エミー賞、Live from Lincoln Center、アメリカン・ミュージック・アワードなどの演出を手掛けた。これまでにウェイスはプライムタイム・エミー賞に24回ノミネートされ、11回受賞した。